# Déjà vu (serie televisiva)
Déjà vu è una serie televisiva francese creata da Éric Vérat, David Paillot e Olivier Dehors e destinata ad un pubblico adolescente.
In Francia viene trasmessa dal 27 ottobre 2007 sul canale France 2 mentre in Italia ha debuttato il 16 giugno 2009 sul canale a pagamento Mya, per poi iniziare ad essere trasmessa in chiaro su Italia 1 dal 16 agosto al 10 settembre 2010. È la quarta serie francese trasmessa in patria su France 2 ad andare in onda su Italia 1 nell'estate 2010 dopo Summer Dreams, Summer Crush e Chante!.
È stata replicata dal 30 gennaio al 5 marzo 2012 su La5.

## Trama
La serie racconta le avventure di un gruppo di studenti liceali di Annecy; la protagonista si chiama Alexandra (Alex) ed ha acquisito dei poteri soprannaturali a seguito di un incidente in canoa, dove ha sbattuto la testa. La ragazza, dopo essersi risvegliata dal coma, si rende conto di poter rivivere dei momenti passati della sua vita concentrandosi su un avvenimento in particolare, allo scopo di poterlo modificare a suo piacimento e tornare immediatamente nel presente dove ad aspettarla ci sono le conseguenze della sua modifica alla sequenza temporale. Può anche rivivere momenti passati un attimo prima e in certe occasioni li rivive più volte, se le sue modifiche non portato ai risultati "sperati".
La serie è ambientata ad Annecy ma in alcune occasioni si è spostata in Alta Savoia (Cordon; Thonon-les-Bains), a Singapore, in Malaysia e in Vietnam; la canzone della sigla è Not Heroes But Lascars, dall'album Everything is Alright dei Fallaster.

## Episodi
| Stagione         | Episodi | Prima TV originale | Prima TV Italia |
| ---------------- | ------- | ------------------ | --------------- |
| Prima stagione   | 26      | 2007-2008          | 2009            |
| Seconda stagione | 26      | 2009-2010          | 2010            |